# Uppror

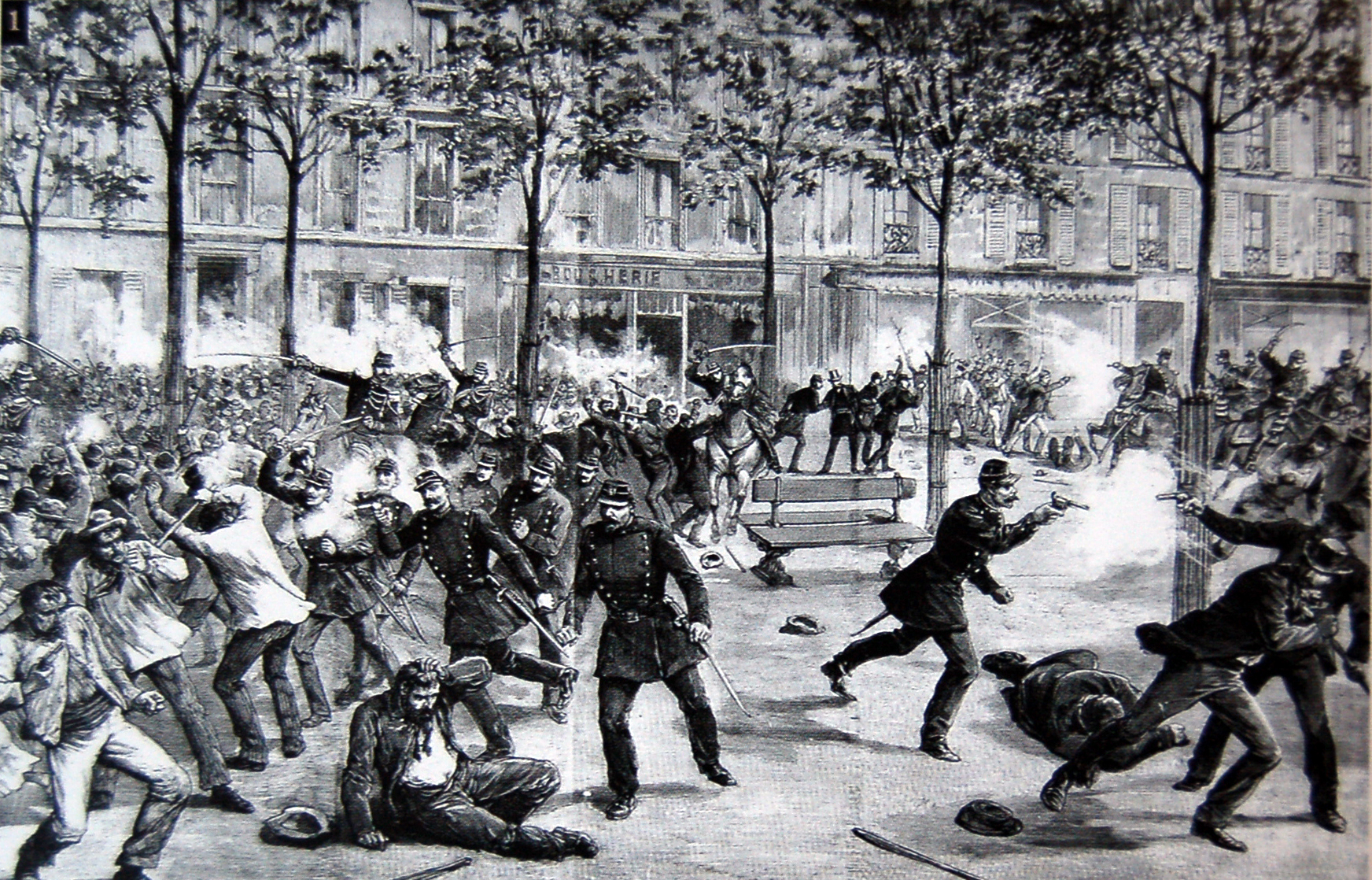
Uppror i Clichy 1 maj 1891

Uppror, brott enligt svensk rätt, 18 kap. 1 § brottsbalken. Den döms för uppror, som företar en handling med uppsåt att statsskicket med vapenmakt eller i övrigt med våldsamma medel skall omstörtas eller att åtgärd eller beslut av statschefen, regeringen, riksdagen eller högsta domarmakten skall framtvingas eller hindras med motsvarade medel, om handlingen innebär fara för uppsåtets förverkligande. 
För uppror döms till fängelse i tio år eller på livstid eller, om faran för förverkligande var ringa, i lägst fyra och högst tio år. Om handlingen kan rubriceras som högförräderi, döms för det brottet i stället.

## Allmänspråklig innebörd
Uppror kan även ha en allmänspråklig innebörd, som är vidare än den som lagstiftaren har definierat i brottsbalken. Ordet "uppror" är känt i svenskan sedan 1524. I politiska sammanhang innebär uppror ett på något sätt organiserat, och inte bara tillfälligt och slumpmässigt, angrepp mot statsmakten med användande av lagstridigt våld, med ett mer eller mindre klart uttalat syfte att störta regeringen eller hastigt förändra statsskicket i övrigt. Ordet uppror kan även användas för att beteckna försök av befolkningsminoriteter att bryta loss delar av en stat efter historiska eller etniska gränser för att bilda en ny stat. Det är snarare historien än juridiken som på längre sikt avgör om upproret var berättigat eller ej. Folkresning och insurrektion har liknande betydelse.

## Uppror i Sverige
- 1318 Upproret mot kung Birger Magnusson
- 1356 Första upproret mot Magnus Eriksson
- 1363 Andra upproret mot Magnus Eriksson
- 1371 Tredje upproret mot Magnus Eriksson
- 1434 Engelbrektsupproret
- 1524 Första dalupproret
- 1527 Daljunkerns uppror
- 1529 Västgötaherrarnas uppror
- 1531 Klockupproret
- 1542 Dackefejden
- 1596 Klubbekriget (I finska Österbotten)
- 1653 Morgonstjärneupproret
- 1743 Dalupproret 1743
- 1793 Studentupploppet i Lund
- 1811 Klågerupskravallerna
- 1848 Marskravallerna
- 1917 Hunger- och militärdemonstrationerna
- 1968 Majrevolten i Sverige

## Uppror i Sovjetunionen och kommunistblocket
- År 1921 gjorde anarkistiska matroser i Kronstadt gemensam sak med sovjeten i Petrograd och gjorde uppror mot bolsjevikregimen i Sovjetunionen
- År 1956 inträffade Ungernrevolten, en nedslagen resning mot den kommunistiska regeringen och Sovjetunionens inblandning i landets styre.
- År 1989, strax efter Berlinmurens fall, skedde en våldsam revolution mot diktatorn Nicolae Ceaușescu i Rumänien som störtade den sittande kommunistregeringen.